# Bryum stellituber
Bryum stellituber är en bladmossart som beskrevs av Theo Albert Arts 1997. Bryum stellituber ingår i släktet bryummossor, och familjen Bryaceae. Inga underarter finns listade i Catalogue of Life.